# Blepharoneura perkinsi
Blepharoneura perkinsi är en tvåvingeart som beskrevs av Herbert Thomas Condon och Allen L.Norrbom 1994. Blepharoneura perkinsi ingår i släktet Blepharoneura och familjen borrflugor. Inga underarter finns listade.